# Izquierda Democrática (Grecia)
Izquierda Democrática (Δημοκρατική Αριστερά - ΔΗΜ.ΑΡ., Dimokratikí Aristerá - DIMAR) es un partido político griego creado en 2010 a partir del ala moderada del partido Synaspismós de la coalición SYRIZA.

## Historia

### Creación
DIMAR fue fundado en junio de 2010, cuando miembros del "ala renovadora" (Ανανεωτική Πτέρυγα) del partido Synaspismós, integrado en la coalición SYRIZA, abandonaron el partido, durante su sexto congreso. Cuatro miembros de SYRIZA en el Parlamento griego, se unieron al nuevo partido, seguidos por 550 activistas. En su primera conferencia nacional, DIMAR eligió líder a Fotis Kouvelis. El 22 de marzo de 2012, seis diputados del Movimiento Socialista Panhelénico (PASOK) se unieron al partido, aumentando la representación del mismo a 10 escaños, suficientes para formar un grupo parlamentario.

### Elecciones griegas de 2012
En las elecciones generales del 6 de mayo de 2012, las primeras a la que se presentó la formación, DIMAR consiguió 382.650 votos (el 6,1%) y 19 diputados, mientras que en las de junio del mismo año consiguió 385.079 votos, el 6,3%, consiguiendo 17 diputados y convirtiéndose en la sexta fuerza política en el Parlamento griego. El 20 de junio el líder de Nueva Democracia Antonis Samarás juró su cargo como nuevo presidente del gobierno, gracias al pacto alcanzado con el PASOK e Izquierda Democrática (DIMAR), aunque éstos no ocuparon ninguna cartera ministerial. Un año después, sin embargo, DIMAR abandonó la coalición de gobierno tras la orden de cierre de la radiotelevisión pública griega.

### Elecciones europeas de 2014 y griegas de enero de 2015
En las elecciones europeas de mayo de 2014, DIMAR se presentó obteniendo un gran retroceso en sus resultados con respecto a las últimas elecciones a las que concurrió, con 68.698 votos (un 1,21%) y no consiguiendo ningún eurodiputado en el Parlamento Europeo.
En las elecciones parlamentarias de Grecia de enero de 2015, DIMAR se presentó en coalición con el partido Los Verdes (una escisión del partido Verdes Ecologistas creada en 2014) y se quedó fuera del Parlamento griego, al conseguir la coalición solamente 30.074 votos (0,49%).

### Cuarto Congreso de DIMAR
El cuatro Congreso de DIMAR se realizó del 5 al 7 de junio de 2015, con la participación de 590 delegados. El 7 de junio de 2015, el Congreso de DIMAR eligió al economista Thanasis Theocharopoulos como sucesor de Fotis Kouvelis en la presidencia del partido. En la votación participaron 590 delegados, y Theocharopoulos fue elegido con 312 votos (52,88%), superando a María Giannakaki que obtuvo 241 votos (40,84%). Durante el congreso también fue elegido el nuevo comité central de DIMAR, del cual también formarán parte su fundador Fotis Kouvelis y la ex aspirante a la presidencia del partido, María Giannakaki.

### Elecciones griegas de septiembre de 2015
Para las elecciones parlamentarias de septiembre DIMAR se presentó en coalición con el PASOK. La coalición obtuvo 341.390 votos (6,28%), consiguiendo 17 escaños en el Parlamento griego. Uno de estos escaños le correspondió al DIMAR.

### Oposición
DIMAR fue uno de los miembros fundadores del Movimiento para el Cambio (KINAL) en marzo de 2018. Sin embargo, DIMAR dejó KINAL en enero de 2019.
En abril de 2019, DIMAR se afilió a SYRIZA, antes de las elecciones europeas de 2019.

## Resultados electorales
| Elecciones | # de votos | % de votos | Escaños | +/- | Posición | Resultado                            |
| ---------- | ---------- | ---------- | ------- | --- | -------- | ------------------------------------ |
| May.-2012  | 382.650    | 6,11%      | 19/300  |     | 7.º      | Repetición electoral                 |
| Jun.-2012  | 385.079    | 6,26%      | 17/300  | 2   | 6.º      | Coalición con ND y PASOK (2012-2013) |
| Jun.-2012  | 385.079    | 6,26%      | 17/300  | 2   | 6.º      | Oposición (2013-2015)                |
| Ene.-2015  | 30.074     | 0,49%      | 0/300   | 17  | 13.º     | Repetición electoral                 |